# Tour de Colombie 1980
Le Tour de Colombie 1980, qui se déroule du 15 au 27 avril 1980, est une épreuve cycliste remportée par le Colombien Rafael Antonio Niño qui empoche ainsi son sixième Tour de Colombie après ceux de 1970, 1973, 1975, 1977 et 1978. Cette course est composée de quatorze étapes.

## Classement général
| Classement final | Classement final        | Classement final | Classement final   | Classement final    |
|                  | Coureur                 | Pays             | Équipe             | Temps               |
| ---------------- | ----------------------- | ---------------- | ------------------ | ------------------- |
| 1er              | Rafael Antonio Niño     | Colombie         | Droguería Yaneth A | en 35 h 17 min 39 s |
| 2e               | Alfonso Flórez          | Colombie         | Freskola A         | + 11 s              |
| 3e               | José Patrocinio Jiménez | Colombie         | Freskola A         | + 1 min 47 s        |
| modifier         |                         |                  |                    |                     |